# Gerald Birdwood Vaughan-Hughes
Gerald Birdwood Vaughan-Hughes, britanski general, * 1896, † 1983.